# Inti Pestoni
Inti Pestoni (* 8. August 1991 in Faido) ist ein Schweizer Eishockeyspieler, der seit Mai 2021 erneut beim HC Ambrì-Piotta aus der Schweizer National League unter Vertrag steht und dort auf der Position des rechten Flügelstürmers spielt.

## Karriere

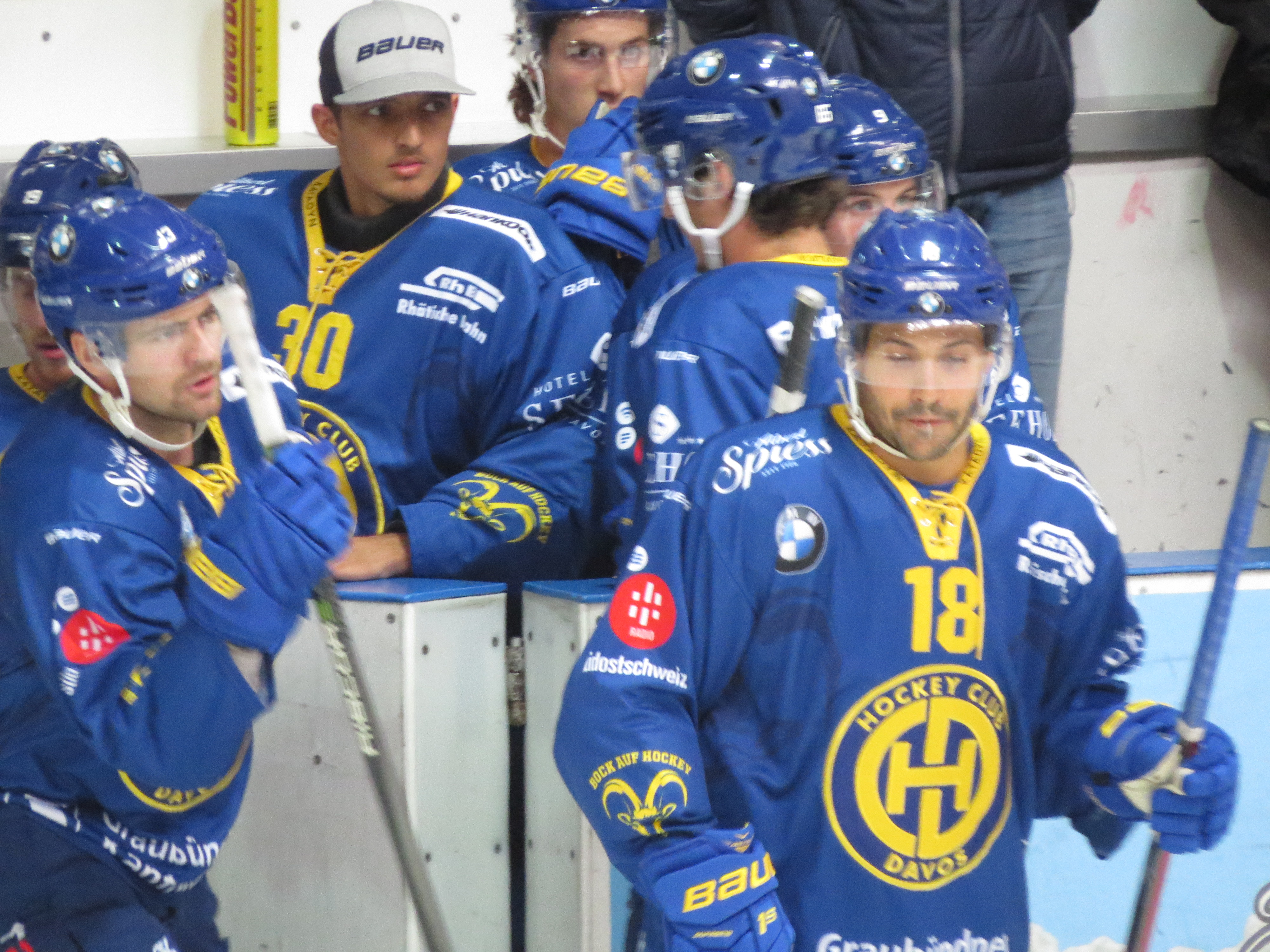
Pestoni (rechts) im Trikot des HC Davos (2018)

Der in Faido im Tessin geborene Pestoni wuchs unweit der Pista la Valascia, dem Eisstadion des HC Ambrì-Piotta, auf und durchlief die Nachwuchsabteilung des Vereins. Er schaffte den Sprung in Ambrìs NLA-Kader und wurde im Anschluss an die Saison 2010/11 in der National League A (NLA) zum besten Jungspieler gewählt. Er entwickelte sich in Ambrì zum Stützpfeiler der Mannschaft und zur Identifikationsfigur der Anhängerschaft, zudem schaffte er den Sprung in die Herren-Nationalmannschaft. In den Jahren 2013 und 2014 gewann er als Gastspieler mit dem Genève-Servette HC den Spengler Cup, nachdem Pestoni jeweils eigens für die Dauer des Traditionsturniers verpflichtet worden war.
Am 26. November 2015 gaben die ZSC Lions bekannt, mit Pestoni eine Einigung über einen Dreijahresvertrag erzielt zu haben, der mit Beginn der Saison 2016/17 in Kraft trat. Seine erste Saison bei den Stadtzürchern verlief jedoch nicht nach Wunsch. Er wurde nach nur elf Spielen aus dem Team genommen und musste ein separates Aufbautraining absolvieren. Erst Anfang November durfte er wieder in der Meisterschaft auflaufen und kam bis Ende Saison auf nur zwölf Scorerpunkte. Im Mai 2018 wurde Pestoni von den ZSC Lions erlaubt, einen neuen Arbeitgeber zu suchen. Wenige Tage später erhielt er einen Einjahresvertrag beim HC Davos.
Im Januar 2019 unterzeichnete Pestoni einen Zweijahresvertrag beim SC Bern mit Gültigkeit bis zum Saisonende 2020/21. In 90 Einsätzen für den SCB erzielte Pestone 22 Tore und 22 Assists und gewann im Februar 2021 mit dem Club aus der Bundesstadt den Schweizer Cupsieger. Nach der Saison 2020/21 wechselte er gemeinsam mit André Heim und Yanik Burren zum HC Ambrì-Piotta. Mit der Mannschaft gewann er 2022 den Spengler Cup.

### International
Mit der U20-Auswahl der Schweiz nahm Pestoni an der U20-Weltmeisterschaft 2011 teil. Im November 2011 wurde Pestoni erstmals ins Aufgebot der A-Nationalmannschaft berufen und erzielte beim Deutschland Cup in seinem ersten Länderspiel prompt einen Treffer.

## Erfolge und Auszeichnungen
| - 2011 NLA Youngster of the Year - 2013 Spengler-Cup-Gewinn mit dem Genève-Servette HC - 2014 Spengler-Cup-Gewinn mit dem Genève-Servette HC - 2014 Spengler Cup All-Star-Team | - 2018 Schweizer Meister mit den ZSC Lions - 2021 Schweizer Cupsieger mit dem SC Bern - 2022 Spengler-Cup-Gewinn mit dem HC Ambrì-Piotta |

## Karrierestatistik
Stand: Ende der Saison 2024/25

### International
Vertrat die Schweiz bei:
- U20-Junioren-Weltmeisterschaft 2011

(Legende zur Spielerstatistik: Sp oder GP = absolvierte Spiele; T oder G = erzielte Tore; V oder A = erzielte Assists; Pkt oder Pts = erzielte Scorerpunkte; SM oder PIM = erhaltene Strafminuten; +/− = Plus/Minus-Bilanz; PP = erzielte Überzahltore; SH = erzielte Unterzahltore; GW = erzielte Siegtore; 1 Play-downs/Relegation; Kursiv: Statistik nicht vollständig)